# Championnat de Tunisie masculin de handball 2013-2014
Navigation
Saison précédente Saison suivante
La saison 2013-2014 du championnat de Tunisie masculin de handball est la 59e édition de la compétition.

## Clubs participants
- Aigle sportif de Téboulba
- Association sportive de handball de l'Ariana
- Association sportive d'Hammamet
- Club africain
- Club sportif de Sakiet Ezzit
- El Baath sportif de Béni Khiar
- El Makarem de Mahdia
- Étoile sportive du Sahel
- Espérance sportive de Tunis
- Jeunesse sportive de Chihia
- Sporting Club de Moknine
- Union sportive de Gremda

## Compétition
Le barème de points servant à établir le classement se décompose ainsi :
- Victoire : 3 points ;
- Match nul : 2 points ;
- Défaite : 1 point ;
- Forfait et match perdu par pénalité : 0 point.

### Classement première phase
Les quatre premiers classés sont qualifiés au play-off, alors que pour les autres il n'y a pas de seconde phase et les deux derniers sont rétrogradés. La Jeunesse sportive de Chihia termine dernière alors que, pour l'avant-dernière place, quatre clubs terminent à égalité ; on a donc recours aux confrontations directes pour désigner le club devant rétrograder, qui est finalement l'Union sportive de Gremda.
Cependant, la fin du championnat est marquée par des irrégularités. Ainsi l'Espérance sportive de Tunis (EST), invaincue tout au long de la saison et qui devait logiquement battre le Sporting Club de Moknine qui a toujours été une source de recrutement pour le club (Heykel Megannem, Makrem Jerou, Lotfi Msolli, Ameur Mahmoud, Mohamed Ali Bhar, etc.), préfère s'abstenir de le rencontrer et délègue son équipe juniors qui se fait battre et sauve le Sporting Club de Moknine de la relégation. Le Club africain se présente au complet face à l'Association sportive de handball de l'Ariana (ASH Ariana) mais, ayant appris le stratagème de l'EST, se laisse battre pour sauver son adversaire. Pour sa part, l'Union sportive de Gremda, certes victime du non-respect de l'éthique sportive, se condamne elle-même. En effet, lors de l'avant-dernière journée et comptant sur les victoires attendues de l'EST et du Club africain, elle dispute son match contre l'ASH Ariana à domicile, avec une désinvolture étonnante, se faisant battre par dix buts d'écart.